# Liste der Bischöfe von Trnava

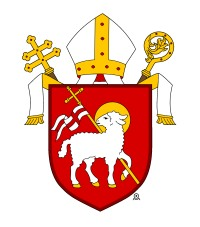
Wappen des Erzbistums Trnava

Die Anfänge des Erzbistums Trnava liegen in der Apostolischen Administratur Trnava, die am 29. Mai 1922 kirchenrechtlich aus dem Erzbistum Esztergom ausgegliedert wurde und die 1977 von Papst Paul VI. mit der Apostolischen Konstitution Qui divino zum Erzbistum und zum Sitz eines Metropoliten erhoben wurde.
Das Erzbistum wurde mit Dekret der Kongregation für die Bischöfe vom 31. Mai 1995 in Erzbistum Bratislava-Trnava umbenannt. Am 14. Februar 2008 trennte Papst Benedikt XVI. das Gebiet um Bratislava ab und errichtete das Erzbistum Bratislava, welches auch zum Sitz des Metropoliten erhoben wurde. Trnava wurde zwar dem Erzbistum Bratislava als Suffraganbistum zugeordnet, behielt aber weiterhin den Rang eines Erzbistums, dessen Erzbischöfe aber kein Pallium tragen.

## Apostolische Administratoren und Erzbischöfe von Trnava
| Nr.                          | Name                        | von               | bis                | Beschreibung                                                                              | Wappen |
| ---------------------------- | --------------------------- | ----------------- | ------------------ | ----------------------------------------------------------------------------------------- | ------ |
| Apostolische Administratoren |                             |                   |                    |                                                                                           |        |
| 01                           | Pavol Jantausch (1870–1947) | 29. Mai 1922      | 29. Juni 1947 (†)  | am 14. Juni 1925 zum Titularbischof von Priene geweiht                                    |        |
| 02                           | Ambróz Lazík (1897–1969)    | 8. Juni 1947      | 20. April 1969 (†) | am 14. August 1949 zum Titularbischof von Appia geweiht                                   |        |
| 03                           | Julius Gábriš (1913–1987)   | 19. Februar 1973  | 1987               | am 3. März 1973 zum Titularbischof von Decoriana geweiht, posthum zum Erzbischof ernannt. |        |
| 04                           | Ján Sokol (* 1933)          | 14. November 1987 | 26. Juli 1989      | am 19. Mai 1988 zum Titularbischof von Luni ernannt, geweiht am 12. Juni 1988             |        |
| Erzbischöfe                  |                             |                   |                    |                                                                                           |        |
| 01                           | Ján Sokol (* 1933)          | 26. Juli 1989     | 18. April 2009     | von 1995 bis 2008 Erzbischof von Bratislava-Trnava                                        |        |
| 02                           | Robert Bezák CSsR (* 1960)  | 18. April 2009    | 1. Juli 2012       | am 1. Juli 2012 amtsenthoben                                                              |        |
| 03                           | Ján Orosch (* 1953)         | 11. Juli 2013     |                    | zuvor Weihbischof und dann Apostolischer Administrator von Trnava                         |        |

## Weihbischöfe in Trnava
| Nr. | Name                          | von               | bis               | Beschreibung | Wappen |
| --- | ----------------------------- | ----------------- | ----------------- | --- | ------ |
| 01  | Michal Buzalka (1885–1961)    | 17. März 1938     | 7. Dezember 1961  | am 15. Mai 1938 zum Titularbischof von Cone geweiht |        |
| 02  | Vladimír Filo (1940–2015)     | 17. März 1990     | 23. November 2002 | am 16. April 1990 zum Titularbischof von Thucca in Mauretania geweiht, ab 23. November 2002 Koadjutorbischof von Rožňava, dort ab 27. Dezember 2008 Bischof |        |
| 03  | Dominik Tóth (1925–2015)      | 17. März 1990     | 2. April 2004     | am 16. April 1990 zum Titularbischof von Ubaba geweiht |        |
| 04  | Dominik Hrušovský (1926–2016) | 17. Dezember 1992 | 15. April 1996    | am 6. Januar 1983 zum Titularbischof von Tubia geweiht, ab 15. April 1996 Titularerzbischof und Apostolischer Nuntius in Belarus (1996–2001)                |        |
| 05  | Ján Orosch (* 1953)           | 2. April 2004     | 2. Juli 2012      | am 2. Mai 2004 zum Titularbischof von Semina geweiht, ab 2. Juli 2012 Apostolischer Administrator                                                           |        |
| 06  | Stanislav Zvolenský (* 1958)  | 2. April 2004     | 14. Februar 2008  | am 2. Mai 2004 zum Titularbischof von Nova Sinna geweiht, ab 14. Februar 2008 Erzbischof von Bratislava                                                     |        |